# 玛丽亚·尼古拉耶芙娜·普鲁萨科娃
玛丽亚·尼古拉耶芙娜·普鲁萨科娃（羅馬化：Mariya Nikolayevna Prusakova；1983年9月4日—），婚前姓氏奥日加诺娃，是一位俄罗斯政治人物，第八届国家杜马议员。
普鲁萨科娃是俄罗斯联邦共产党党员。她在2021年俄罗斯立法选举中代表鲁布佐夫斯克选区当选，成为在单席位选区上击败执政党统一俄罗斯党候选人的少数人之一。
普鲁萨科娃被认为是她所在政党2024年俄罗斯总统选举的潜在候选人。

## 制裁
普鲁萨科娃于2022年因俄乌战争而受到英国政府和美国财政部制裁。